# Charippus
Genre
Charippus est un genre d'araignées aranéomorphes de la famille des Salticidae.

## Distribution
Les espèces de ce genre se rencontrent en Asie du Sud-Est et en Asie de l'Est.

## Liste des espèces
Selon World Spider Catalog (version 26, 26/05/2025) :
- Charippus asper Yu, Maddison & Zhang, 2022
- Charippus bukittimah Yu, Maddison & Zhang, 2022
- Charippus callainus Yu, Maddison & Zhang, 2022
- Charippus denjii Yu, Maddison & Zhang, 2022
- Charippus errans Thorell, 1895
- Charippus heishiding Yu, Maddison & Zhang, 2022
- Charippus kubah Yu, Maddison & Zhang, 2022
- Charippus minotaurus Yu, Maddison & Zhang, 2022
- Charippus wangzuo K. Liu, 2025
- Charippus wanlessi Yu, Maddison & Zhang, 2022
- Charippus yinae Wang & Li, 2020
- Charippus yunnanensis (Cao & Li, 2016)

## Systématique et taxinomie
Ce genre a été décrit par Thorell en 1895 dans les Salticidae.

## Publication originale
- Thorell, 1895 : Descriptive catalogue of the spiders of Burma, based upon the collection made by Eugene W. Oates and preserved in the British Museum. London, p. 1-406 (texte intégral).